# Serua
Serua – prowincja w Dystrykcie Centralnym, w Fidżi. W 2017 roku populacja prowincji wynosiła 20 010 osób. Powierzchnia Seruy to 830 km². Głównym miastem prowincji jest Navua.